# Dennery (Quarter)
Dennery ist ein Quarter (Distrikt) im Osten des kleinen Inselstaates St. Lucia. Das Quarter hat 12.715 Einwohner (Volkszählung 2011). Hauptort des Quarters ist die am Atlantik gelegene Gemeinde Dennery. Durch Dennery fließt auch der Dennery River, einer der wichtigsten Flüsse St. Lucias.

## Einwohnerentwicklung
Volkszählungsergebnisse:
- 1970: 08.851
- 1980: 09.652
- 1991: 11.168
- 2001: 12.773
- 2011: 12.715

## Orte
- Dennery
- La Ressource
- Richfond
- Despinoze
- Aux Leon
- La Pelle
- Deliade (Belmont)
- Derniere Riviere
- Bois Joli
- Anse Canot